# 合江臭蛙
合江臭蛙（学名：Odorrana hejiangensis），一种分布于中国南方地区的两栖动物，隶属于蛙科臭蛙属。模式产地为四川省合江县先滩镇（原自怀镇）显龙村顺阳溪。

## 形态特征
合江臭蛙身体背部皮肤光滑，呈绿色，具褐色或黑褐色大斑；身体腹面肉白色或浅棕色，具有棕褐色或黑褐色纵行斑纹或斑点。